# Artazostre
Artazostre ou Artozostre (vieux-persan Arta-zausri) était l'une des filles de Darius Ier et de son épouse Artystonè, elle-même fille de Cyrus II.
Selon Hérodote, Artazostre fut mariée à Mardonios.